# 卡隆日
卡隆日（法語：Calonges，法語發音：[kalɔ̃ʒ]）是法国洛特-加龙省的一个市镇，属于马尔芒德区。

## 地理
卡隆日（44°22'26"N, 0°14'27"E）面积15.99 平方千米，位于法国新阿基坦大区洛特-加龍省，该省份为法国西南部内陆省份，北起多爾多涅省，西接吉倫特省和朗德省，南至热尔省，东临塔恩-加龙省和洛特省。
与卡隆日接壤的市镇（或旧市镇、城区）包括：拉格吕埃尔、莱里茨-蒙卡桑、勒马斯达日奈、拉济梅、圣热姆-马尔塔亚克、维勒通。

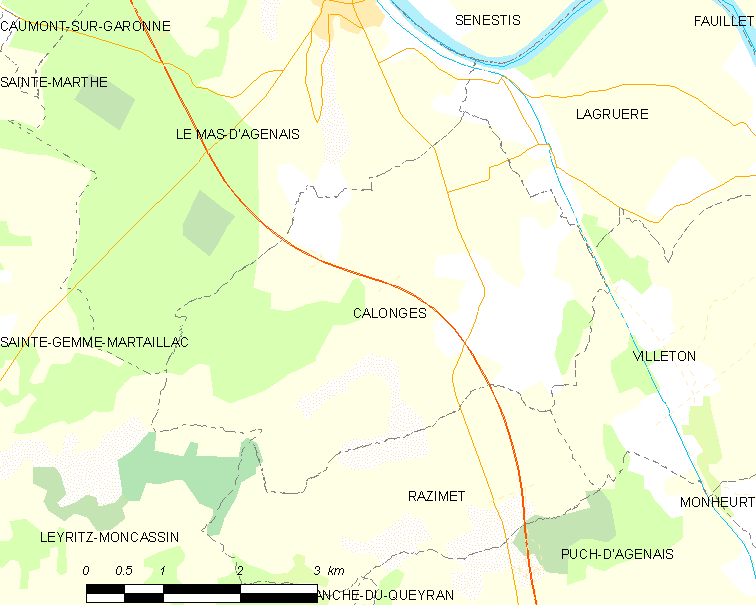
卡隆日的OSM定位图

卡隆日的时区为UTC+01:00、UTC+02:00（夏令时）。

## 行政
卡隆日的邮政编码为47430，INSEE市镇编码为47046。

## 政治
卡隆日所属的省级选区为加斯科涅森林县。

## 人口

1962-2008年间卡隆日人口变化图示

卡隆日于2022年1月1日时的人口数量为589人。